# Anastrepha bondari
Anastrepha bondari är en tvåvingeart som beskrevs av Lima 1934. Anastrepha bondari ingår i släktet Anastrepha och familjen borrflugor. Inga underarter finns listade i Catalogue of Life.